# Ахалцихская крепость
Ахалцихская крепость (груз. ახალციხის ციხე)  — средневековая крепость, построенная в IX веке под названием Ломсиа в городе Ахалцихе на юге Грузии, недавно глобально реконструированная. Одна из главных достопримечательностей области Самцхе-Джавахети наравне с Вардзией.

## Название
Первоначальное название крепости в IX векe было Ломсиа, что с грузинского переводится как львиная, в конце XII века Ломсиа приобрело новое имя Ахалцихе что дословно переводится как «Новая крепость» , современное одно из названий «рабат» еврейского/арабского происхождения и означает любое укрепленное место. Обычно так называли торговый квартал при крепости, ранее в районе Рабата жили в основном еврейские купцы и ремесленники, oднако название постепенно приклеилось к самой крепости, строго формально рабатом считается та часть Ахалцихе, которая находится на высоте у крепости.
На официальном сайте муниципалитета города Ахалцихе и на официальной странице крепости в Facebook используются название «Крепость Ахалцихе (Рабати)» или просто «Крепость Ахалцихе».

## История

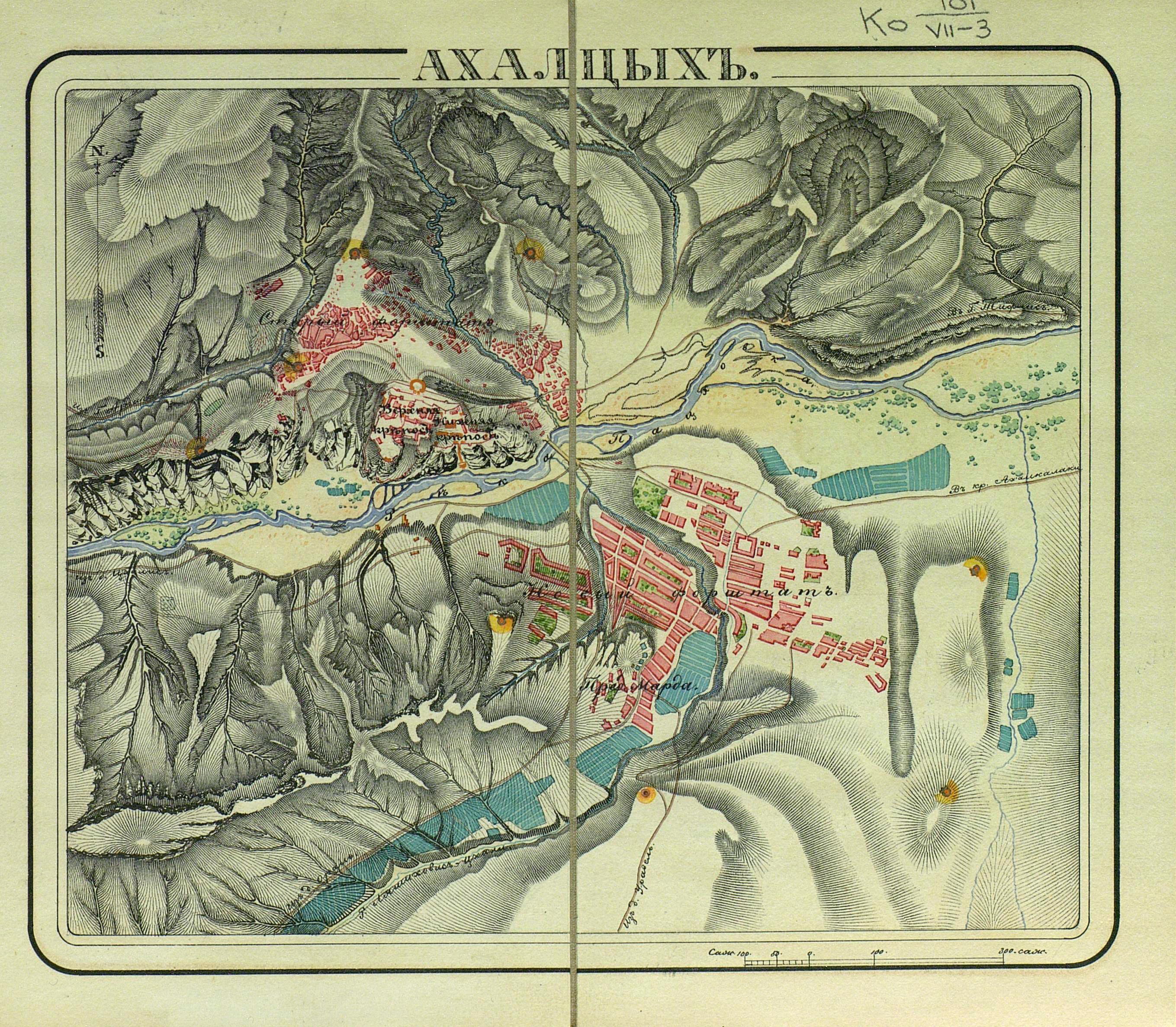
План крепости 1830 г.

Предшественницей крепости Ахалцихе является крепость Ломсиа, основанная в пределах современного города Ахалцихе в IX веке Гуарамом Мампали, младшим сыном Ашота I, основателя Тао-Кларджетского княжества. В конце IX века Ломиса стала родовым владением грузинских князей Джакели, из дома Чорчанели, которые были весьма знатными и крупными феодалами и постоянно соперничали с династией Багратиони. В эпоху правления Царицы Тамары, в конце XII века род Джакели в очередной раз вступил в противостояние с правящей царской династией и стал соратником бывшего мужа царицы, князя Юрия(Георгия) Андреевича, который желал силой вернуть себе грузинский престол. Когда мятеж был подавлен, по велению царицы Тамары все владения опального рода Джакели были переданы другой ветви дома Чорчанели, представители которой образовали новую династию Джакели и со временем стали одним из влиятельнейших родов Южной Грузии. Их усилиями Ломсиа превратилась в настоящий город с новым именем Ахал-цихе (Новая крепость), который помимо крепости имел серьёзную систему общегородских укреплений – высокие стены, охраняемые въездные ворота и сторожевые башни.
В первой половине XIV века князья Джакели получили от царя Георгия V титул атабега, после чего Ахалцихе на долгий срок превратился в столицу княжества Самцхе.На территории крепости была построена резиденция атабегов – замок Джакели, а также христианский храм-монастырь. В конце XIV века Ахалцихская крепость получила серьёзные разрушения во время завоевательного похода армии Тамерлана в Закавказье. Спустя столетие ещё большие испытания выпали на долю Ахалцихе, когда почти весь город был сожжен тюркским войском Якуб-шаха.
В 1578 году Османская империя начала захватывать земли княжества Самцхе, правители которого поначалу пытались дать отпор захватчикам, но силы были неравны. В 1579 году князья Джакели добровольно сдали Ахалцихе в руки турок и стали одними из первых грузинских феодалов, которые приняли ислам. Это помогло Джакели сохранить свою власть, и когда в 1628 году османы объявили город центром провинции (пашалыка) князья просто сменили наследственный титул атабега на титул паши. Так начался новый период существования Ахалцихской крепости, которая отныне являлась важным укреплением на рубежах Османской империи.
В ходе войны с турками в августе 1828 года у стен Ахалцихе произошло большое сражение между русскими войсками под командованием генерала И. Ф. Паскевича (9 тыс. чел.) и 30-тысячной турецкой армией под общим командованием Киос-Магомет-паши. Турецкие войска были разбиты и отступили, после чего крепость была занята русскими войсками. В феврале 1829 года турецкие войска попытались отбить крепость. Оборона крепости Ахалцихе под руководством генерала Муравьёва длилась с 20 февраля по 4 марта 1829 года. Отбив первый штурм, гарнизон держался ещё 12 дней, после чего к ним подошло подкрепление, заставившее турок отступить.

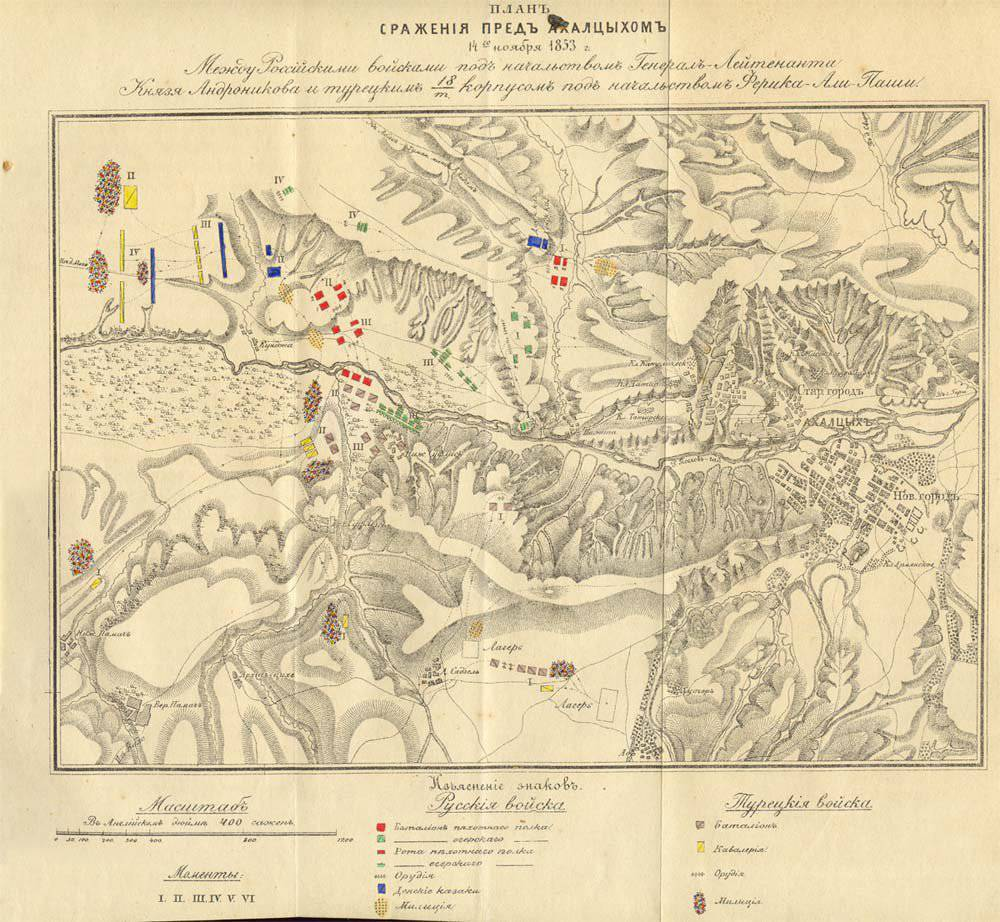
План Ахалцихского сражения 1853 г. (Богданович М. И. Восточная война 1853–1856 годов).

В 1853 году в ходе Крымской войны к Ахалцихской крепости было направлено 18-тысячное турецкое войско под командованием Али-паши, но оно было остановлено 7-тысячным отрядом князя И. М. Андроникова, состоявшего главным образом из грузинских нерегулярных кавалеристов. Отряд одержал решительную победу, которая во многом остановила наступательные действия Османской империи в Закавказье.

## Архитектура
Город состоял из трех частей: города, замка и цитадели. Замок был окружен тремя валами и соединен с прилегающими территориями туннелями. На территории находились двор, арсенал, монетный двор, баня и церковь. Правитель Грузии Хаджи Ахмед-паша Джакели В 1772 году построил мечеть в стиле Византийской православной церкви Святой Софии Константинопольской на фундаменте Грузинских православных церквей, медресе и минарет в центре замка, мечеть действовала до 1828 года (всего 76 лет), позднее в 1850 году по указу Российского императора он был освящен во имя Богородицы и функционировал как Церковь до 1920 года (всего 92 года).
Во времена нахождения Ахалцихская крепости под контролем Османов она увеличилась в размерах, теперь она состояла из неприступной Цитадели, венчавшей вершину крутой скалы.

Собственно Ахалцихская крепость состояла из двух отделений: крутая голая скала, обнесенная каменной стеной, составляла цитадель, а несколько ниже примыкала к ней так называемая Верхняя крепость, построенная на высоком береговом утесе и обнесенная двойным рядом стен, фланкированных башнями. Сорок орудий обороняли эти стены, слежавшиеся веками в такую плотную массу, против которой бессильно было действие полевой артиллерии. В крепости помещались все казенные здания, дом паши и главная ахалцихская мечеть, при которой имелась одна из богатейших библиотек мусульманского Востока. .

### Реконструкция
В мае 2011 года началась реконструкция крепости Рабат, которая сопровождалась реставрацией и достройкой многих зданий, разрушенных ещё в незапамятные времена. На эти цели правительством Грузии было выделено из государственного бюджета 34 миллиона лари. В рамках проекта на территории крепости были обновлены мечеть Ахмедийе, минарет мечети, медресе, замок Джакели, бани, цитадель, стены крепости и православная церковь. Также был восстановлен тоннель, ведущий к реке Поцхови. В рамках проекта были отремонтированы и две основные улицы крепости, обустроена мостовая, отреставрированы фасады и крыши зданий.
На церемонии открытия обновленной крепости Ахалцихе, которая состоялась 16 августа 2012 года, президент Грузии Михаил Саакашвили сообщил, что Рабат сможет принимать до 100 тысяч туристов в год. По данным представителей местного Ахалцихского муниципалитета, ежедневно крепость уже посещают от 1500 до 2000 туристов, в том числе и иностранцев.
Часть финансирования обеспечила Турция, заинтересованная в сохранении культурного наследия османов. Судьба крепости в Ахалцихе стала главной темой переговоров Саакашвили и премьер-министра Турции в ходе визита в начале 2013 года грузинского лидера в Турцию. По итогам переговоров турецкий премьер Эрдоган согласился с предложением Саакашвили оставить золотистым цвет купола главной мечети комплекса. Ранее турецкая сторона, основываясь на мнениях ученых, предлагала изменить покрытие купола на свинцовое.

## Описание
Ахалцихская крепость, с территорией в 7 гектаров, разделена на две части: Верхнюю (историческую) и Нижнюю (современную). В верхней крепости расположены: исторический музей Самцхе-Джавахетского региона, который находится в родовом замке Джакели, мечеть Хаджи Ахмед Паши (Ахмедийе), медресе, усыпальница паши, православная церковь IX века, цитадель и амфитеатр.
На территории Нижней части крепость находятся в основном объекты обслуживания туристов: гостиница, ресторан, два кафе-бара, винный погреб, брендовые магазины, а также Дом бракосочетаний. Для помощи туристам создан информационный центр, где посетителям крепости предлагают брошюры и путеводители на грузинском, английском и русском языках.

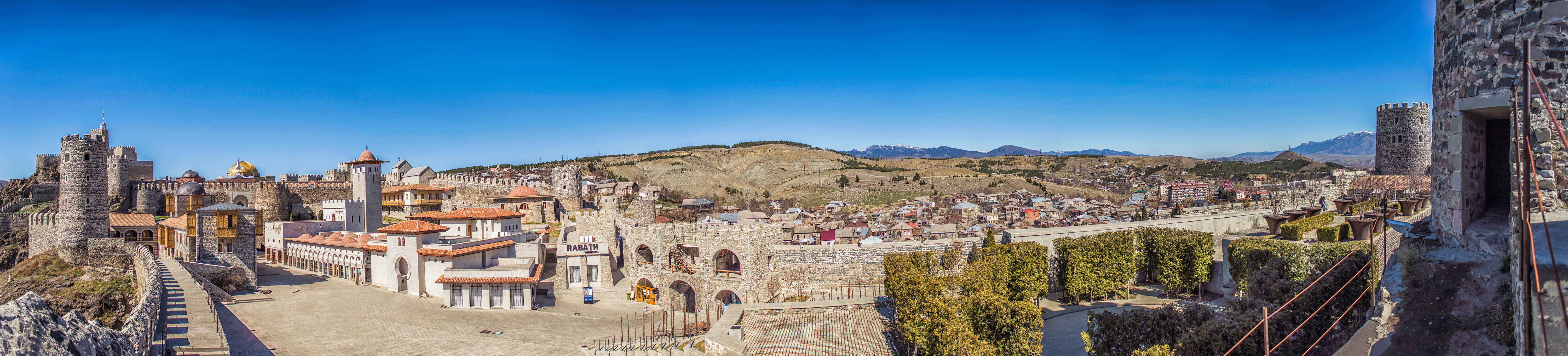
Панорама крепости «Рабат» в Ахалцихе

Мечеть Ахмедийе и замок Джакели
Вид крепости из города
Ресторан «Рабат» внутри крепости
Замок Джакели
Сад внутри крепости
Один из внутренних дворов крепости
Замок и часть здания медресе
Вид на Крепость Ахалцихе
панорама города Ахалцихе с башен замка